# Saint-Georges-Haute-Ville
Saint-Georges-Haute-Ville település Franciaországban, Loire megyében. Lakosainak száma 1458 fő (2022. január 1.). Saint-Georges-Haute-Ville Boisset-Saint-Priest, Lézigneux, Margerie-Chantagret, Saint-Romain-le-Puy, Saint-Thomas-la-Garde és Soleymieux községekkel határos.

## Népesség
A település népessége az elmúlt években az alábbi módon változott:
| Lakosok száma | 516  | 779  | 1035 | 1215 | 1350 | 1403 | 1440 | 1467 | 1465 | 1458 |
|               | 1968 | 1982 | 1990 | 2006 | 2013 | 2015 | 2017 | 2019 | 2020 | 2022 |